# Programa Nacionalsocialista

Bandera del NSDAP oficializada en 1933

El Programa Nacionalsocialista (también conocido como el Programa de los 25 puntos o el Plan de los 25 puntos) fue el programa del Partido Nacionalsocialista Obrero Alemán (NSDAP). Originalmente, el nombre del partido era Partido Obrero Alemán (DAP), pero en el mismo día en que se anunció el programa del partido, fue renombrado como NSDAP (Nationalsozialistische Deutsche Arbeiterpartei). Adolf Hitler anunció el programa del partido el 24 de febrero de 1920, ante un estimado de 2 000 espectadores en el Festival de Múnich del Hofbräuhaus. El Programa Nacionalsocialista surgió durante un congreso del DAP en Viena, siendo posteriormente trasladado a Múnich por el ingeniero civil y teórico Rudolf Jung, quién luego de haber apoyado explícitamente a Hitler, fue expulsado de Checoslovaquia debido a su agitación política.

## Programa del Partido nazi alemán
En Múnich, el 24 de febrero de 1920, Hitler anunció públicamente el Programa de los 25 puntos del NSDAP (Partido Nacionalsocialista Obrero Alemán), cuando los nazis aún permanecían con el nombre de DAP (Partido Obrero Alemán). Mantuvieron el programa al cambiar el nombre del partido a Partido Nacionalsocialista Obrero Alemán (NSDAP) en febrero de 1920, y pasó a ser el programa oficial del partido. Este programa fue una adaptación alemana — redactado por Anton Drexler, Adolf Hitler, Gottfried Feder y Dietrich Eckart — del programa austro-bohemio realizado por Rudolf Jung. A diferencia de los austríacos, los alemanes no pretendían ser liberales o democráticos, ni se oponían a la reacción política ni a la aristocracia, pero defendían las instituciones democráticas (por ejemplo, el parlamento central alemán) y el derecho a sufragio únicamente para los ciudadanos alemanes, lo que implicaba que los nazis podrían retener el sufragio universal.
El monarquista austríaco Erik von Kuehnelt-Leddihn propuso que el programa fuese pro-laboral, declarando que: "Defendía el derecho al trabajo, y abogaba por la institución de la participación en los beneficios, la confiscación de las ganancias de guerra, el enjuiciamiento de usureros y especuladores, la nacionalización de los fideicomisos, la comunalización de grandes almacenes, la extensión del sistema de pensiones a los adultos mayores, la creación de un programa nacional de educación en todas las clases, la abolición del trabajo infantil, y poner fin al dominio del capital financiero". Mientras que el historiador William Brustein, propuso que aquellos puntos del programa declarados y las declaraciones del fundador Anton Drexler, indicaron que el Partido Nazi (NSDAP) se originó como un partido político de la clase obrera.
En el transcurso de obtener un cargo público, los fracasos agrarios durante los años veinte incitaron a Hitler a explicar mejor el "verdadero" significado del Punto 17 (reforma agraria, expropiación legal de terrenos para uso público, la abolición del impuesto sobre bienes inmuebles y proscripción a la especulación de tierras), con la esperanza de obtener votos por parte de los agricultores en las elecciones de mayo de 1928. Hitler disfrazó las contradicciones implícitas del Punto 17 al explicar que "la expropiación gratuita concierne sólo a la creación de oportunidades legales, a expropiar, si es necesario, terrenos que han sido adquiridos de forma ilegal, o que no son administradas desde el punto de vista del bienestar nacional. Esto estuvo dirigido en contra de las compañías de especulación de terrenos, dirigidas por los judíos".
Durante los años veinte, otros miembros del NSDAP, que querían que hubiese una consistencia ideológica, buscaron cambiar o reemplazar el Programa Nacionalsocialista. En 1924, el economista Gottfried Feder propuso un programa de 39 puntos que retuvieron algunas de las políticas originales e introdujeron otras nuevas. Hitler suprimió cualquier intento de cambiar el programa, negándose a abordar los asuntos después de 1925, porque el Programa Nacionalsocialista era “inviolable”, y por lo tanto, inmutable. El historiador Henry A. Turner, señaló que Hitler "conspicuamente" omitió el texto del programa de su biografía política, Mi Lucha (1925, 1926), en donde se refirió a él como "el llamado programa del movimiento".

### Los 25 puntos del Programa del NSDAP
1. Exigimos la unificación de todos los alemanes en una Gran Alemania, en la base del derecho de autodeterminación del pueblo.
2. Exigimos la igualdad de derechos para el pueblo alemán con respecto hacia otras naciones; y la abrogación de los tratados de paz de Versalles y St. Germain.
3. Exigimos más tierras y territorios (colonias) para el sustento de nuestro pueblo y la colonización para el sustento de nuestra sobrepoblación.
4. Sólo un miembro de nuestra raza puede ser un ciudadano. Un miembro de la raza solo puede ser aquel que posee sangre alemana, sin importar su credo. En consecuencia, ningún judío puede ser miembro de la raza, y por ende, ser ciudadano alemán.
5. Aquel que no posee la ciudadanía alemana puede vivir en calidad de huésped y tiene que estar bajo la autoridad de legislación para extranjeros.
6. El derecho de determinar asuntos relacionados con la administración y la ley pertenece solo a la ciudadanía. Por lo tanto, exigimos que cada cargo público, de cualquier tipo, ya sea del Reich, el condado o el municipio, sea ocupado solamente por ciudadanos alemanes. Combatimos contra la corrupta economía parlamentaria y quienes ocupan cargos públicos de acuerdo a inclinaciones partidistas, sin considerar el carácter y las habilidades del individuo.
7. Exigimos que el Estado deba encargarse primero de proporcionar un sustento y modo de vida para los ciudadanos. Si es imposible sostener la población total del Estado, entonces los miembros de las naciones extranjeras (no-ciudadanos) deben de ser expulsados del Reich.
8. Cualquier tipo de inmigración de no-ciudadanos debe ser detenida. Exigimos que todos los no-alemanes, quienes han inmigrado hacia Alemania desde el 2 de agosto de 1914, serán obligados a abandonar inmediatamente el Reich.
9. Todos los ciudadanos deben tener los mismos derechos y responsabilidades.
10. La primera obligación jurídica de cada ciudadano es la de tener que trabajar productivamente, tanto de forma física como psicológica. La actividad del individuo no es contrarrestar los intereses de la universalidad, sino obtener su resultado en el marco del todo para el beneficio de los demás. En consecuencia, exigimos:
11. La abolición de las ganancias obtenidas sin trabajo y sin esfuerzo, y la abolición de la esclavitud del interés.
12. En consideración hacia el monstruoso sacrificio de sangre y propiedades que la guerra le arrebataba al pueblo alemán, el enriquecimiento personal a través de una guerra tiene que ser considerado como un delito en contra del pueblo. Por lo tanto, exigimos la confiscación absoluta de todos los beneficios obtenidos por la guerra.
13. Exigimos la nacionalización de todas (anteriores) las industrias asociadas (fideicomisos).
14. Exigimos una división de beneficios de todas las industrias pesadas.
15. Exigimos una expansión a gran escala del sistema de pensiones de adultos mayores.
16. Exigimos la creación de una clase media sana y conservada, la comunalización inmediata de los grandes almacenes y su arrendamiento a bajo costo de las pequeñas empresas, y una mayor consideración de todas las pequeñas empresas mediante contratos con el Estado, condado o municipio.
17. Exigimos una reforma agraria adecuada a nuestras necesidades, la promulgación de una ley para la expropiación gratuita de terrenos con fines de utilidad pública, la abolición de los impuestos sobre bienes inmuebles y la prevención de toda especulación en los terrenos.
18. Exigimos la lucha sin consideración contra aquellos cuyas actividades son perjudiciales para el interés general. Los delincuentes comunes nacionales, usureros, especuladores y otros serán castigados con la pena de muerte, sin hacer distinción por su credo o raza.
19. Exigimos la sustitución de una ley anglosajona alemana, que está al servicio de un orden mundial materialista, en lugar de una ley romana.
20. El Estado debe ser el responsable de una reconstrucción fundamental de todo nuestro programa nacional de educación, para permitir que todos los alemanes competentes y trabajadores reciban una educación superior, y posteriormente, se inserten en los cargos de liderazgo. Los planes de instrucción de todas las instituciones educativas deben ajustarse con las experiencias de la vida práctica. La comprensión del concepto de Estado debe ser defendida por la escuela [Staatsbürgerkunde] desde el comienzo de su entendimiento. Exigimos la educación a expensas del estado de los niños superdotados de padres pobres, sin hacer consideración hacia su cargo o profesión.
21. El Estado debe velar por una mejor salud estatal, protegiendo a la madre y a su hijo, aboliendo el trabajo infantil, y alentando la aptitud física mediante el establecimiento legal de un gimnasio y hacer deporte obligatorio, con el máximo apoyo de todas las instituciones preocupadas con la instrucción física de los jóvenes.
22. Exigimos la abolición de todas las tropas mercenarias, y la formación de un ejército nacional.
23. Exigimos la oposición legal hacia las mentiras conocidas y su promulgación por medio de la prensa. Para permitir el suministro de una prensa alemana, exigimos que:
a) Todos los escritores y empleados de los diarios que aparezcan en lengua alemana deban ser miembros de la raza;
b) Se requiere que los periódicos no-alemanes deban tener el permiso expreso del Estado para que sean publicados. No pueden ser impresos en alemán.
c) A los no-alemanes se les prohíbe por ley cualquier interés financiero en publicaciones alemanas o cualquier influencia sobre ellos, por lo que en caso de violarse esta ley, se castigará mediante el cierre de esa publicación, como la expulsión inmediata del Reich del no-alemán responsable. Las publicaciones contrarias al bien general deben ser prohibidas. Exigimos el procesamiento legal de todos aquellos movimientos literarios y artísticos que ejercen una influencia destructiva en nuestra vida nacional y el cierre de aquellas organizaciones que se oponen ante las demandas anteriormente mencionadas.
24. Exigimos la libertad de culto para todas las denominaciones religiosas dentro del Estado, siempre y cuando estas no pongan en peligro su existencia, ni se opongan a los sentidos morales de la raza aria. El Partido como tal defiende el punto de vista de un cristianismo positivo, sin obligarse confesionalmente a ninguna denominación. Esto combatirá el espíritu materialista judío dentro y alrededor de nosotros, y está convencido de que una recuperación duradera de nuestra nación solo puede tener éxito desde dentro del marco: el bien común antes del bien individual. (Gemeinnutz geht vor Eigennutz).[10] También ha sido traducido como "El bien del Estado ante el bien del individuo".[11]
25. Para la ejecución de todas estas demandas, exigimos la formación de un fuerte poder central hacia el Reich. La autoridad ilimitada del parlamento central sobre todo el Reich y sus organizaciones en general. La conformación de cámaras estatales y profesionales para la ejecución de las leyes realizadas por el Reich dentro de los diversos estados de la confederación. Los líderes del partido prometen, si es necesario mediante el sacrificio de sus propias vidas, apoyar mediante la ejecución de los puntos expuestos anteriormente sin consideración alguna.